# Двенадцатиугольник
Двенадцатиуго́льник, додекаго́н (греч. δώδεκα — двенадцать и греч. γωνία — угол) — многоугольник с 12 углами и 12 сторонами. Как правило, двенадцатиугольником называют правильный многоугольник, то есть такой, у которого все стороны и все углы равны (в случае двенадцатиугольника углы равны 150°). Правильный двенадцатиугольник используется в некоторых странах в качестве формы для монет.

## Правильный двенадцатиугольник
Площадь правильного двенадцатиугольника со стороной a находится по формуле:
{\displaystyle {\begin{aligned}A&=3\cos \left({\frac {\pi }{12}}\right)a^{2}=3\left(2+{\sqrt {3}}\right)a^{2}&\simeq 11.196152422706632\,a^{2}.\end{aligned}}}
Или, при радиусе описанной окружности R:
{\displaystyle A=6\sin \left({\frac {\pi }{6}}\right)R^{2}=3R^{2}.}
Или, при радиусе вписанной окружности r:
{\displaystyle {\begin{aligned}A&=12\tan \left({\frac {\pi }{12}}\right)r^{2}=12\left(2-{\sqrt {3}}\right)r^{2}&\simeq 3.2153903091734737\,r^{2}.\end{aligned}}}

## Монеты

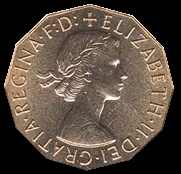
Британская монета в три пенса в форме двенадцатиугольника

## Схема построения правильного двенадцатиугольника с помощью циркуля и линейки
Правильный двенадцатиугольник, согласно теореме Гаусса — Ванцеля, относится к многоугольникам, которые можно построить с помощью циркуля и линейки.

## Разбиение правильного двенадцатиугольника
Гарольдом Коксетером было доказано, что правильный {\displaystyle 2m}-угольник (в общем случае - {\displaystyle 2m}-угольный зоногон) можно разбить на {\displaystyle {\frac {m(m-1)}{2}}} ромбов. Для двенадцатиугольника {\displaystyle m=6}, так что он может быть разбит на 15 ромбов.
| Разбиение правильного двенадцатиугольника | Разбиение правильного двенадцатиугольника |
| ----------------------------------------- | ----------------------------------------- |
|                                           |                                           |